# Landesausbau
Landesausbau nennt man in der Politik- und Geschichtswissenschaft den Prozess der Erschließung und Besiedelung bis dahin siedlungsleerer oder siedlungsarmer Räume innerhalb bereits besiedelter Gebiete oder Länder. Synonym werden die Begriffe Binnenkolonisation und Innere Kolonisation (oder innere Kolonisierung) verwendet.

## Maßnahmen
Beispielsweise durch Rodung und Urbarmachung werden landwirtschaftliche Nutzflächen erweitert und Siedlungsraum für die Anlage neuer Städte und Dörfer geschaffen. Moorkolonisation bezeichnet die Urbarmachung und Ansiedlung von Menschen in Moorgebieten. Auch die Landgewinnung dient vielfach der Schaffung von Siedlungsflächen. Andere Beispiele sind die Gründung neuer Städte an Handelsknotenpunkten oder Ressourcenlagerstätten oder die Ansiedlung von (Binnen-)Migranten in vorher un- oder dünn besiedelten Gebieten. Wichtig ist dabei häufig die Bereitstellung oder Errichtung von Infrastruktur wie Wasserwege, Straßen und später Eisenbahnen, die einen (erleichterten) Zugang zu vorher „abgeschnittenen“ Bereichen des Gebiets erlauben.

## Historische Beispiele
Mitunter geht die innere Kolonisation (der Landesausbau) mit einer äußeren Siedlungsbewegung einher, wie es etwa während der Zeit der deutschen Ostsiedlung im Hochmittelalter der Fall war. Diese Form der Kolonisation ist vom neuzeitlichen Kolonialismus zu unterscheiden.
Auch in der frühen Neuzeit kam es in Deutschland zu einem Landesausbau, etwa unter Friedrich dem Großen in Preußen (Friderizianische Kolonisation). In dieser Zeit sprach man in diesem Zusammenhang oft von Peuplierung.
Auf dem amerikanischen Kontinent und Australien war die Binnenkolonisation mit einem Zustrom zunächst vor allem europäischer Einwanderer verbunden.